# Giovanni Trapattoni
Giovanni Trapattoni, né le 17 mars 1939 à Cusano Milanino en Lombardie, est un ancien joueur de football international italien, qui évoluait au poste de milieu de terrain et défenseur, avant d'ensuite devenir entraîneur.
Ayant joué quasiment toute sa carrière avec son club formateur, l'AC Milan, Giovanni Trapattoni, dit « Trap », est principalement connu pour être l'un des plus grands et titrés entraîneurs de l'histoire du football (il est l'entraîneur italien le plus victorieux de tous les temps).
Il reste surtout dans les mémoires pour sa période dorée passée avec le club de la Juventus (dont il reste l'entraîneur de 1976 à 1986 puis de 1991 à 1994). Trapattoni réalise par la suite une riche carrière dans plusieurs pays européens, notamment sur le banc de l'Inter puis du Bayern Munich, ce qui lui permet de compter dix titres de champion dans quatre pays différents (Italie, Allemagne, Portugal et Autriche), un exploit qu'il partage seulement avec l'Autrichien Ernst Happel et le Portugais José Mourinho.
Il est le seul entraîneur à avoir remporté les quatre grands trophées continentaux européens de l'UEFA (Ligue des champions, Coupe des coupes, Coupe UEFA et Supercoupe), ainsi que la Coupe intercontinentale.
Trapattoni fut à la tête de l'équipe nationale italienne de 2000 à 2004, puis celle de l'Irlande de 2008 à 2013.

## Biographie

### Carrière de joueur

#### En club
Révélé par un des grands clubs de sa province natale du Milan AC comme milieu de terrain défensif et milieu gauche, le joueur s'impose rapidement comme un joueur important au point qu'il devient international italien quelques mois plus tard. 
Il réalise quasiment toute sa carrière en Lombardie où il remporte deux scudetti ainsi que de nombreux titres internationaux (Ligue des champions en 1963 et en 1969, Coupe intercontinentale en 1969 avec le Milan AC, Coupe d'Europe des vainqueurs de coupes en 1968).

« Jouer dans les grands clubs comme Milan, Inter ou Juventus, c'est comme être directeur d'un journal. »

— Giovanni Trapattoni
Il sort du centre de formation rossonero pour la première fois lors de la saison 1957-1958 et dispute le premier match de sa carrière le 29 juin 1958 lors d'un match de coupe contre Côme (victoire 4-1). « Il Trap » commence ensuite sa carrière en Serie A sous le maillot du Milan le 24 janvier 1960 face à la SPAL Ferrara, (succès 3-0 à l'extérieur), et remporte son premier trophée avec la Serie A 1961-1962 (il était alors devenu titulaire indiscutable depuis la saison précédente).
Le milieu défensif (chargé de relancer les ballons vers les joueurs créatifs du Milan qu'étaient Giovanni Lodetti ou encore Gianni Rivera) se fait rapidement remarquer pour sa vision du jeu et son opiniâtreté au marquage (il était surnommé sur le terrain la « sanguisuga » ou la sangsue en français), qui lui permettront de terminer sa carrière en défense centrale. 
En douze saisons au club, il dispute 284 rencontres de Serie A (351 matchs toutes compétitions confondues) et remporte deux scudetti (championnats d'Italie), deux Ligues des champions, une Coupe intercontinentale, une Coupe d'Europe des vainqueurs de coupes ainsi qu'une coupe d'Italie. 
Il dispute sa dernière rencontre sous le maillot milanais le 4 juillet 1971 lors d'une victoire 2-1 en amical contre l'équipe de Grèce.
En 1971, il signe pour une dernière pige avec Varèse Calcio, qui est finalement relégué en Serie B. Il prend sa retraite sportive sur cet échec et retourne ensuite dans son club formateur, où il rejoint l'équipe d'encadrement.

#### En sélection
Trapattoni est sélectionné 17 fois en équipe d'Italie entre 1960 et 1964 et marque un but, disputant sa première sélection le 10 décembre 1960 lors d'une défaite 2-1 contre l'Autriche.
Il participe aux Jeux olympiques de Rome en 1960,. Appelé pour la Coupe du monde de football de 1962, il n'y dispute pas de match, et assiste depuis le banc à la défaite face au Chili, pays organisateur, connue comme la « bataille de Santiago ».
Son dernier match en sélection a lieu, lui, le 5 décembre 1962 (presque quatre ans jour pour jour après son premier match avec la Nazionale) lors d'une victoire 3-1 sur le Danemark.

### Carrière d'entraîneur

#### Débuts milanais
Après avoir mis un terme à sa carrière de joueur, Trap, travaillant alors pour son club de toujours de l'AC Milan, commence une carrière d'entraîneur avec les rossoneri. Après une première courte expérience à la tête de l'équipe première du Milan AC en 1974 (il remplace Cesare Maldini et dirige son premier match officiel le 10 avril 1974 lors d'un succès 2-0 en coupe des coupes contre le Borussia Mönchengladbach) qui ne porte pas ses fruits.
La saison suivante, Trapattoni reste au club, mais cette fois en tant qu'assistant de Gustavo Giagnoni. Il prend le relais de Giagnoni en octobre 1975 et y reste pour une nouvelle pige (assisté de Nereo Rocco, son ancien entraîneur au Milan), avant, en raison de l'absence de trophée remporté, de laisser sa place en juin 1976 à Paolo Barison (son dernier match sur le banc du Milan a lieu le 19 mai 1976 lors d'un succès 2-0 sur la Sampdoria en coupe).

#### Juventus
« Une équipe est comme une rosace, dans laquelle chaque élément doit être placé à sa juste place : s’il saute, adieu l'harmonie. »

— Giovanni Trapattoni
Après une première période infructueuse avec le club lombard, il est appelé en 1976 par Giampiero Boniperti, le président du gros club du moment en Italie, la Juventus. Il remplace alors Carlo Parola à Turin, au club depuis deux saisons et parti à la suite de tensions avec des joueurs du club. Trap, qui choisit comme assistant Romolo Bizzotto (le même qu'avec Parola), reçoit alors la lourde tâche de se réimposer sur le toit de l'Italie et d'enfin s'imposer au niveau continental.
Disposant d'un effectif de qualité et expérimenté (comme le gardien Zoff, les défenseurs Gentile, Morini, Spinosi et Scirea, les milieux Causio, Cuccureddu, Furino et Tardelli ainsi que l'attaquant Bettega), Trapattoni dirige son premier match sur le banc bianconero en coupe d'Italie le 29 août 1976, avec un score final de 1-1. 
Dès sa première saison turinoise, il impose son style et redonne à la Juve ses lettres de noblesse, la menant au titre de champion d'Italie (son premier trophée en tant qu'entraîneur), remporté avec 51 points (record pour un championnat à 16 clubs) à l'arraché lors de la dernière journée devant le Torino FC. Durant cette même saison, il mène également le club à la conquête de la Coupe UEFA, enlevée à l'Athletic Bilbao (1-0, 2-1), ce qui devient par la même occasion le premier titre international de l'histoire du club.
Après un nouveau titre de champion la saison suivante (où il met en place un système de jeu avec un trident Paolo Rossi au centre ainsi que Roberto Bettega et Pietro Paolo Virdis sur les ailes), le club remporte avec Trapattoni une moyenne d'une titre par an (sauf la saison vierge de 1979-80). Il réalise ensuite l'exploit de remporter avec le titre de champion de Serie A 1980-81 (son 3e scudetto) son 5e trophée au club, dépassant donc Carlo Carcano (et ses 4 titres acquis en 1934-35) et devenant l'entraîneur le plus titré de l'histoire de la Juventus (record encore d'actualité).
Ensuite, le recrutement de Zbigniew Boniek et surtout de Michel Platini permet au club de retrouver encore un peu plus les sommets, et l'équipe du Piémont termine à nouveau championne d'Italie en 1982 (20e scudetto du club, synonyme de la deuxième étoile à coudre sur le maillot), 1984 (il devient là avec son 5e scudetto personnel l'entraîneur le plus titré de l'histoire du calcio en championnat, en dépassant Carcano et Hermann Felsner et leurs quatre scudetti chacun) et 1986.
En plus de son assise sur le championnat national, Trap permet également à la Juve d'enfin s'inscrire sur la durée dans le paysage continental, et remporte au niveau international la Coupe des coupes (face au FC Porto, 2-1) et la Supercoupe de l'UEFA (face au Liverpool FC, 2-0) en 1984, puis la Coupe d'Europe des clubs champions (face au Liverpool FC, tenant du titre, 1-0, au cours d'un match théâtre du « drame du Heysel ») et la Coupe intercontinentale (face aux Argentinos Juniors, 2-2 et 4-3 aux tirs au but) en 1985.
Avec ses 13 titres remportés en 10 ans, Trapattoni inscrit plusieurs fois son nom dans le livre des records du football, devenant avec Udo Lattek le seul (encore à ce jour) entraîneur à avoir remporté toutes les compétitions de clubs de l'UEFA (C1, C2 et C3, ainsi que Supercoupe d'Europe). Il est également le seul entraîneur en Europe à avoir remporté toutes les compétitions de clubs de l'UEFA auxquelles il a participé (C1, C2, C3, Supercoupe d'Europe ainsi que la Coupe intercontinentale).
Après dix saisons de bons et loyaux services, Trapattoni quitte la Juve en 1986, alors remplacé par Rino Marchesi.

#### Inter
Il retourne alors dans sa Lombardie natale, mais cette fois ci pour prendre les rênes de l'autre club milanais, celui de l'Inter.
Avec un effectif de qualité (composé de grands joueurs comme Zenga, Bergomi, Altobelli ou encore Rummenigge), Trap termine lors de sa première saison à la 3e place du classement, puis 5e la saison suivante, avant d'enfin remporter un nouveau scudetto en 1988-89, attendu depuis neuf ans par le club.
Deux saisons plus tard, il réalise la performance d'à nouveau remporter la coupe UEFA de 1990-91 (il devient alors le seul et unique entraîneur à avoir remporté deux fois la C3 avec deux clubs différents). Cette saison marquée de succès pour les nerazzurri fut la dernière de Trapattoni à Milan, avant de retourner faire le chemin inverse et d'à nouveau s'engager avec la Juventus.

#### Retour à la Juve puis Bayern
Après cinq ans passés à Milan, il fait son grand retour à Turin et termine vice-champion d'Italie lors de la saison 1991-92, suffisant pour se qualifier pour la coupe UEFA 1992-93, qu'il parvient à remporter (il devient alors avec trois coupes de l'UEFA l'entraîneur l'ayant le plus de fois remporté), s'adjugeant là son 14e titre avec la Vieille Dame. Trapattoni devient là avec six titres européens l'entraîneur le plus titré de l'histoire en compétitions de l'UEFA (il ne sera rattrapé qu'en 2008 par Alex Ferguson).
La saison suivante, après une nouvelle seconde place en championnat, il décide de quitter la Juventus (dirigeant son dernier match sur le banc juventino le 1er mai 1994 lors d'un succès en Serie A 1-0 sur l'Udinese). Il aura au total dirigé en 13 saisons bianconere 600 matchs sur le banc du club (pour 320 victoires).
En 1994, il décide de s'expatrier en Allemagne et signe au Bayern Munich, où il doit faire face à un contexte médiatique pesant, ce qui vaut alors au club bavarois le surnom de « FC Hollywood ».
Après une saison difficile, il retourne une saison en Italie, à Cagliari, puis revient en Bavière au bout d'une saison. 
Sa deuxième période à Munich est plus réussie puisqu'il mène les coéquipiers des anciens Oliver Kahn, Lothar Matthäus et Jürgen Klinsmann au titre de champion de 1996-97, avant de remporter la coupe d'Allemagne et la Coupe de la Ligue la saison suivante. La troisième saison est cependant éprouvante, comme l'illustrent les propos violents de Trapattoni à propos de ses joueurs (en particulier Mario Basler et Mehmet Scholl) lors d'une conférence de presse médiatisée de mars 1998.

#### ACF Fiorentina
L'entraîneur fait son retour en Italie, à la Fiorentina qu'il mène à la troisième place du championnat pour sa première saison, grâce notamment à l'efficacité de son buteur argentin Gabriel Batistuta. Éliminé de la coupe UEFA 1998-1999 sur tapis vert dans des circonstances malheureuses, le club retrouve la C1 la saison suivante après trente ans d'absence. Après avoir pris le dessus sur les Anglais d'Arsenal en phase de poule, grâce à une victoire arrachée à Wembley, les Italiens sont finalement dominés par Valence, futur finaliste, à l'issue d'un deuxième tour serré.

#### Sélection italienne
En 2000, Trapattoni est nommé à la tête de l'équipe d'Italie, battu en finale de l'Euro 2000 par les Français en prolongation. S'il parvient à qualifier la sélection pour la Coupe du monde de 2002 et le Championnat d'Europe 2004 (où il est vivement critiqué par les médias italiens pour n'avoir pas convoqué Roberto Baggio pour le mondial et Alberto Gilardino pour l'euro), il y connaît des résultats décevants : les Italiens sont éliminés respectivement en huitième de finale par les Sud-Coréens, pays organisateur, dans des conditions d'arbitrage qui prêteront à polémique (il retient l'attention durant cette coupe du monde avec un geste de superstition avant chaque match, celui d'asperger le terrain avec de l'eau bénite, sans doute donnée au Trap par sa sœur nonne Romilde), puis au premier tour de l'Euro par le Danemark et la Suède, à la différence de buts.

#### Portugal, Allemagne et Autriche
Recruté par les lisboètes du Benfica, il y remporte lors de sa seule saison le championnat du Portugal, un titre qui fuyait les Portugais depuis plus de dix ans. Il retourne alors en Allemagne, au VfB Stuttgart, où il ne parvient pas à obtenir des résultats satisfaisants et entre en conflit avec plusieurs joueurs majeurs. Il est finalement licencié en février 2006.
En mai de la même année, il est recruté par le Red Bull Salzbourg (club fondé en 2005 avec la licence du SV Austria Salzbourg), avec pour adjoint Lothar Matthäus. Il mène son équipe à la conquête de son premier titre de championnat d'Autriche en 2006-07, remporté avec 19 points d'avance sur le dauphin. À cette occasion, il devient le second entraîneur de l'histoire à avoir remporté les championnats nationaux dans quatre pays différents, après Ernst Happel. 
Secondé par Thorsten Fink pour sa deuxième saison, il ne peut empêcher son équipe d'être dominée par le SK Rapid Vienne. Éliminé les deux fois en tour préliminaire de la Ligue des champions par Valence puis le Chakhtar Donetsk, le club autrichien est éliminé au premier tour de la Coupe UEFA par Blackburn Rovers et l'AEK Athènes.

#### Sélection irlandaise

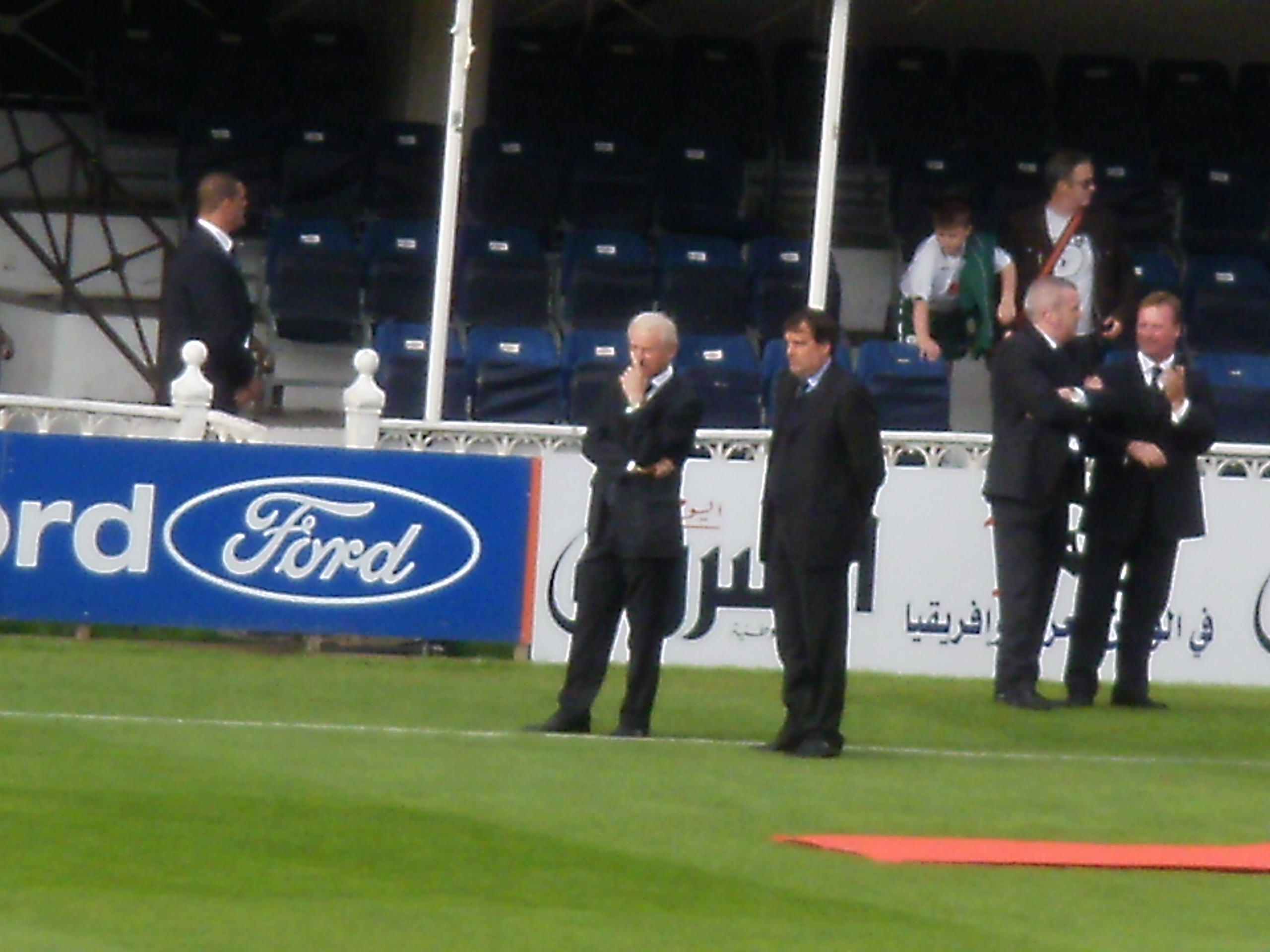
Trapattoni sur le banc avec son assistant Tardelli lors d'un match avec l'équipe d'Irlande.

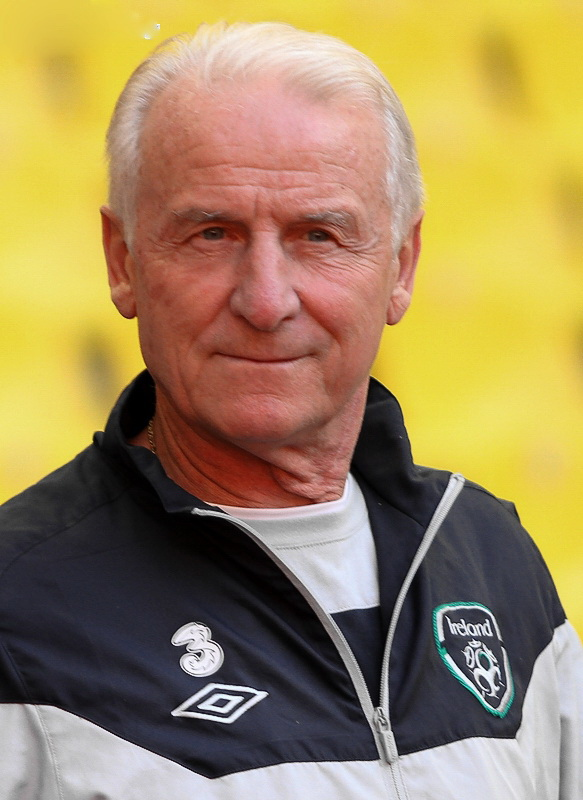
Giovanni Trapattoni, sélectionneur de l'équipe nationale irlandaise de 2008 à 2013.

En février 2008, Trapattoni donne son accord pour devenir sélectionneur de l'équipe nationale irlandaise à la fin de la saison, avec son ancien joueur qu'il dirigeait à la Juve Marco Tardelli comme adjoint. Opposée notamment à l'Italie et à la Bulgarie lors des Éliminatoires de la coupe du monde de football 2010, l'Irlande termine invaincue mais à la deuxième place du groupe, ce qui lui vaut d'affronter la France en match de barrage. Cette performance conduit la fédération à prolonger le contrat du « Trap » jusqu'en 2012. Battus 1-0 à domicile, les Irlandais dominent les Français au match retour et mènent longtemps à la marque grâce à Robbie Keane. L'égalisation en prolongation de William Gallas à la suite d'une main de Thierry Henry qualifie finalement les Français pour la Coupe du monde.
À l'été 2010, il est hospitalisé en urgence quelque temps avant un match amical contre l'Argentine. Quelques mois plus tard, celui qui se dit catholique, au point d'être considéré comme un proche de l'Opus Dei, devient conseiller de la nouvelle sélection du Vatican en parallèle avec l'équipe d'Irlande,.
Le 15 novembre 2011, son équipe se qualifie pour l'Euro 2012, réussissant là une performance que les irlandais n'avaient plus réalisé depuis 1988. Mais l'Euro 2012 des Boys in Green, fut un terrible échec avec trois défaites en trois matchs (contre la Croatie, l'Espagne et l'Italie). Reconduit à son poste pour les Éliminatoires de la coupe du monde de football 2014, Giovanni Trappatoni quitte son poste de sélectionneur à la suite de la défaite de son équipe (1-0) contre l'Autriche, une défaite qui enlève tout espoir à la sélection irlandaise de se qualifier pour la Coupe du monde 2014,.

## Carrière
| Club            | Saison       | Championnat | Championnat | Championnat | Coupe  | Coupe | Coupe d'Europe | Coupe d'Europe | Coupe d'Europe | Autres | Autres | Total  | Total |
| Club            | Saison       | Comp.       | Matchs      | Buts        | Matchs | Buts  | Comp.          | Matchs         | Buts           | Matchs | Buts   | Matchs | Buts  |
| --------------- | ------------ | ----------- | ----------- | ----------- | ------ | ----- | -------------- | -------------- | -------------- | ------ | ------ | ------ | ----- |
| Milan AC Italie | 1957-1958    | Serie A     | -           | -           | 2      | 0     | -              | -              | -              | -      | -      | 2      | 0     |
| Milan AC Italie | 1958-1959    | Serie A     | -           | -           | -      | -     | -              | -              | -              | -      | -      | -      | -     |
| Milan AC Italie | 1959-1960    | Serie A     | 2           | 0           | 1      | 0     | -              | -              | -              | 2      | 0      | 5      | 0     |
| Milan AC Italie | 1960-1961    | Serie A     | 30          | 1           | 1      | 0     | -              | -              | -              | 1      | 0      | 32     | 1     |
| Milan AC Italie | 1961-1962    | Serie A     | 32          | 0           | -      | -     | CF             | 1              | 0              | 1      | 0      | 34     | 0     |
| Milan AC Italie | 1962-1963    | Serie A     | 30          | 0           | 2      | 0     | C1             | 8              | 0              | 1      | 1      | 41     | 1     |
| Milan AC Italie | 1963-1964    | Serie A     | 28          | 1           | -      | -     | C1 + Int.      | 2 + 3          | 0 + 1          | -      | -      | 33     | 2     |
| Milan AC Italie | 1964-1965    | Serie A     | 30          | 0           | 1      | 0     | CF             | 1              | 0              | -      | -      | 32     | 0     |
| Milan AC Italie | 1965-1966    | Serie A     | 18          | 1           | 1      | 0     | CF             | 2              | 0              | -      | -      | 21     | 1     |
| Milan AC Italie | 1966-1967    | Serie A     | 23          | 0           | 5      | 0     | -              | -              | -              | 5      | 1      | 33     | 1     |
| Milan AC Italie | 1967-1968    | Serie A     | 24          | 0           | 9      | 0     | C2             | 9              | 0              | -      | -      | 42     | 0     |
| Milan AC Italie | 1968-1969    | Serie A     | 22          | 0           | 5      | 0     | C1             | 5              | 0              | -      | -      | 32     | 0     |
| Milan AC Italie | 1969-1970    | Serie A     | 20          | 0           | -      | -     | -              | -              | -              | -      | -      | 22     | 0     |
| Milan AC Italie | 1970-1971    | Serie A     | 15          | 0           | 7      | 0     | -              | -              | -              | -      | -      | 22     | 0     |
|                 | Total Milan  |             | 274         | 3           | 34     | 0     |                | 33             | 1              | 10     | 2      | 351    | 6     |
| Varèse Italie   | 1971-1972    | Serie A     | 10          | 0           | 3      | 0     | -              | -              | -              | -      | -      | 13     | 0     |
|                 | Total Varèse |             | 10          | 0           | 3      | 0     |                | -              | -              | -      | -      | 13     | 0     |
| Total carrière  |              |             | 284         | 3           | 37     | 0     |                | 33             | 1              | 10     | 2      | 364    | 6     |

## Palmarès
Giovanni Trapattoni remporte avec le Milan AC, en tant que joueur, la Coupe des clubs champions en 1963 et 1969, la Coupe des coupes en 1968 et la Coupe intercontinentale en 1969. Au niveau national, il gagne avec ses coéquipiers le championnat d'Italie en 1962 et 1968 ainsi que la Coupe d'Italie en  1967.
Comme entraîneur, il mène la Juventus FC au titre de champion d'Italie à six reprises en 1977, 1978, 1981, 1982, 1984  et 1986. Il fait gagner également au club les trois trophées européens : la Coupe des coupes en 1984, la Coupe des clubs champions en 1985, et la Coupe UEFA en 1976-77 et 1993. La Juve gagne également sous ses ordres la Coupe d'Italie en 1978-79 et 1982-83, la Supercoupe d'Europe en 1984 et la Coupe intercontinentale en 1985. Il est également finaliste de la Coupe des clubs champions européens 1983.
L'Inter Milan remporte avec lui le championnat d'Italie en 1989, la Supercoupe d'Italie la même année et, en 1991 la Coupe UEFA.
Au Bayern Munich, Giovanni Trapattoni fait gagner au club le championnat d'Allemagne en 1997 ainsi que la Coupe d'Allemagne en 1998 et la Coupe de la Ligue d'Allemagne en 1997.
Il remporte également avec le Benfica le titre de champion du Portugal en 2005 ainsi que le championnat d'Autriche en 2007 avec les Red Bull Salzbourg.
En Irlande, Giovanni Trapattoni fait gagner la Nations Cup en 2011.

### Distinctions individuelles
Il reçoit en  1977 et 1985 le trophée de Seminatore d'oro.